# My Little Armalite
«My Little Armalite» es una canción rebelde irlandesa que alaba al fusil Armalite, usado por los paramilitares republicanos contra las fuerzas de seguridad británicas en Irlanda del Norte.
El origen de la canción se remonta a principios de los años 70, cuando el IRA Provisional importaba en secreto armamento moderno, incluidos los fusiles Armalite, desde los Estados Unidos. Por «Armalite» puede entenderse una versión del AR-15 (M-16), un tipo de fusil fabricado en exclusiva por Armalite Corporation, o quizá Armalite AR-18, una versión mejorada del AR-15 original, de 5,56 mm. Ambas armas han sido usadas por el IRA en sus acciones armadas, sin embargo, la canción originalmente hacía referencia al Armalite AR-180, un fusil semiautomático adquirible por civiles en los Estados Unidos durante aquella época.
La canción coloca en primer lugar al narrador en una posición de desventaja, pues es golpeado e insultado por un soldado británico. Sin embargo, cuando consigue recuperar su fusil, es capaz de defenderse del ejército británico y el Royal Ulster Constabulary (Real Policía del Úlster), incluso cuando éstos vienen acompañados por automóviles blindados Saracen, Saladin y Ferret. Cada estribillo ensalza las acciones del Ira Provisional (o «Provo») y hace referencia a varios bastiones del republicanismo, como el barrio de Bogside en Derry, la calle Falls Road en Belfast, o Crossmaglen, famoso pueblo al sur del condado de Armagh.

## Letra
(Según la versión de The Irish Brigade)

(Disparos de Armalite de fondo)

(Estribillo)
And it's down along the Falls Road, that's where I long to be
Y es allá por Falls Road donde quiero estar
Lying in the dark with the Provo company
Agazapado en la oscuridad con la compañía Provo
A comrade on me left ai! another one on me right
Un camarada a mi izquierda ¡ay! otro a mi derecha
And a clip of ammunition for me little Armalite
Y un cargador de munición para mi pequeño Armalite

I was stopped by a soldier, he said "you are a swine"
Un soldado me paró, me dijo «eres un puerco»
He hit me with his rifle and he kicked me in the groin
Me dio un golpe con su fusil, y una patada en la ingle
I begged and I pleaded, all my manners were polite
Rogué y supliqué, me comporté educadamente
But all the time I'm thinking of me little Armalite
Pero todo el rato pensaba en mi pequeño Armalite

(Estribillo)
And it's down in the Bogside, that's where I long to be
Y es allá en Bogside donde quiero estar
Lying in the dark with the Provo company
Agazapado en la oscuridad con la compañía Provo
A comrade on me left and another one on me right
Un camarada a mi izquierda y otro a mi derecha
And a clip of ammunition for me little Armalite
Y un cargador de munición para mi pequeño Armalite

Well this brave RUC man came marching up our street
Un valiente del RUC pasó a pie por nuestra calle
Six hundred British soldiers he has lined upon his feet
Con seiscientos soldados británicos en torno a él
"Come out, ya cowardly Fenians, come on out and fight"
«¡Salid, fenianos cobardes, salid y luchad!»
He cried then "only joking!" when he heard the Armalite
Después gritó «¡era broma!» al oír el Armalite

(Estribillo)
And it's down in Bellaghy, it's where I long to be
Y es allá en Bellaghy donde quiero estar
Lying in the dark with the Provo company
Agazapado en la oscuridad con la compañía Provo
A comrade on me left and another one on me right
Un camarada a mi izquierda y otro a mi derecha
A clip of ammunition for me little Armalite
Y un cargador de munición para mi pequeño Armalite

Well the army came to visit me, 'twas in the early hours
El ejército vino a visitarme, era de madrugada
With Saracens and Saladins and Ferret armoured cars
Con automóviles blindados Saracen, Saladin y Ferret
They thought they had me cornered, but I gave them all a fright
Pensaron que estaba acorralado, pero se llevaron un buen susto
With the armour-piercing bullets of me little Armalite
Con las balas antiblindaje de mi pequeño Armalite

(Estribillo)
And it's down in the New Lodge, it's where I long to be
Y es allá en New Lodge donde quiero estar
Lying in the dark with the Provo company
Agazapado en la oscuridad con la compañía Provo
A comrade on me left and another one on me right
Un camarada a mi izquierda y otro a mi derecha
A clip of ammunition for me little Armalite
Y un cargador de munición para mi pequeño Armalite

Well when premier came to Belfast, says he, "the battle's won"
El primer ministro vino a Belfast, dijo «la batalla es nuestra»
The generals they have told him "we've got them on the run"
Los generales le han dicho «los tenemos bajo control»
But corporals and privates while on patrol at night
Pero suboficiales y soldados, mientras patrullan de noche
They remember Narrow Water and the bloody Armalite
Se acuerdan de Narrow Water y del maldito Armalite

(Estribillo)
And it's up in Crossmaglen, that's where I long to be
Y es allá en Crossmaglen donde quiero estar
Lying in the dark with the Provo company
Agazapado en la oscuridad con la compañía Provo
A comrade on me left and another on me right
Un camarada a mi izquierda y otro a mi derecha
And a clip of ammunition for me little Armalite
Y un cargador de munición para mi pequeño Armalite